# Rattenkirchen
Rattenkirchen è un comune tedesco di 962 abitanti, situato nel land della Baviera.